# 布罗姆利足球俱乐部
布羅姆利足球會（英語：Bromley Football Club）是位於英格蘭大倫敦布羅姆利的的足球俱乐部，現時在英格蘭足球聯賽系統第五級的英格蘭足球議會全國聯賽參賽。球隊於2014/15年球季贏得英格蘭足球議會南部聯賽冠軍而升班英格蘭足球議會全國聯賽。

## 大事紀年
| 年 份   | 事 項                                                                         |
| ------- | ----------------------------------------------------------------------------- |
| 1894-95 | 南部乙組聯賽（Southern League Division Two）創始成員                          |
| 1896-97 | 倫敦乙組聯賽（London League Division Two）創始成員； Promoted to Division One |
| 1898-99 | 加入肯特郡聯賽（Kent League）                                                 |
| 1899-00 | Rejoined London League. Resigned mid-season, record (4-0-2-2-4-19-2) expunged |
| 1907-08 | 斯巴達聯賽（Spartan League） 創始成員；斯巴達聯賽冠軍                         |
| 1908-09 | 加入伊斯米安聯賽；伊斯米安聯賽冠軍                                            |
| 1909-10 | 伊斯米安聯賽冠軍（第二次）                                                    |
| 1910-11 | 足總業餘盃冠軍；Four points deducted                                          |
| 1911    | Left Isthmian League                                                          |
| 1919-20 | 加入雅典人聯賽（Athenian League）                                             |
| 1922-23 | 雅典人聯賽冠軍                                                                |
| 1935-36 | 雅典人聯賽亞軍                                                                |
| 1937-38 | 足總業餘盃冠軍（第二次）                                                      |
| 1939-40 | Athenian League abandoned on outbreak of war                                  |
| 1948-49 | 雅典人聯賽冠軍（第二次）；足總業餘盃冠軍（第三次）                            |
| 1950-51 | 雅典人聯賽冠軍（第三次）                                                      |
| 1952-53 | 再次加入伊斯米安聯賽；伊斯米安聯賽亞軍                                        |
| 1953-54 | 伊斯米安聯賽冠軍（第三次）                                                    |
| 1955-56 | 伊斯米安聯賽亞軍                                                              |
| 1960-61 | 伊斯米安聯賽冠軍（第四次）                                                    |
| 1975    | 伊斯米安（甲組）聯賽排第二十二，降級伊斯米安（乙組）聯賽                      |
| 1977-78 | 伊斯米安（乙組）聯賽改名伊斯米安（甲組）聯賽                                  |
| 1979-80 | 伊斯米安（甲組）聯賽亞軍，升級伊斯米安（超聯）聯賽                            |
| 1984    | 伊斯米安（超聯）聯賽排第二十二，降級伊斯米安（甲組）聯賽                      |
| 1985-86 | 伊斯米安（甲組）聯賽亞軍，升級伊斯米安（超聯）聯賽                            |
| 1987-88 | 伊斯米安（超聯）聯賽亞軍                                                      |
| 1990    | 伊斯米安（超聯）聯賽排第二十一，降級伊斯米安（甲組）聯賽                      |
| 1990-91 | 伊斯米安（甲組）聯賽亞軍，升級伊斯米安（超聯）聯賽                            |
| 1999    | 伊斯米安（超聯）聯賽排第二十二，降級伊斯米安（甲組）聯賽                      |
| 2002-03 | 因聯賽重組而轉到伊斯米安（甲組南區）聯賽                                      |
| 2004-05 | 伊斯米安（甲組南區）聯賽殿軍，附加賽冠軍升級伊斯米安（超聯）聯賽              |
| 2006-07 | 伊斯米安（超聯）聯賽亞軍，升級議會南部聯賽《VI》                              |
| 2014-15 | 議會南部聯賽《VI》冠軍，升班全國聯賽《V》                                     |

## 榮譽
- 英格蘭足總錦標
  - 冠軍（1次）：2021/22年
- 足球議會南部聯賽
  - 冠軍（1次）：2014/15年
- 斯巴達聯賽（Spartan League）
  - 冠軍（1次）：1907/08年
- 依斯米安聯賽
  - 冠軍（4次）：1908/09年、1909/10年、1953/54年、1960/61年
  - 亞軍（4次）：1952/53年、1955/56年、1987/88年、2006/07年
- 依斯米安甲組聯賽
  - 亞軍（3次）：1979/80年、1985/86年、1990/91年
  - 附加賽冠軍（1次）：2004/05年
- 雅典人聯賽（Athenian League）
  - 冠軍（3次）：1922/23年、1948/49年、1950/51年
  - 亞軍（1次）：1935/36年
- 足總業餘盃（FA Amateur Cup）
  - 冠軍（3次）：1910/11年、1937/38年、1948/49年
- 倫敦高級盃（London Senior Cup）[1]
  - 冠軍（5次）：1909/10年、1945/46年、1950/51年、2002/03年、2012/13年
  - 亞軍（4次）：1948/49年、1959/60年、1984/85年、2006/07年

## 外部連結
- 官方網站
- 布羅姆利@Football Club History Database

51°23′24.25″N 0°01′15.87″E / 51.3900694°N 0.0210750°E